# جبل بابور
جبل بابور، (بالقبائلية: Adrar n Babuṛ) هو جبل في منطقة القبائل شمال شرق الجزائر في سلسلة جبال البابور يبلغ ارتفاع قمته 2 004 م، في الطرف الشمالي من ولاية سطيف. بالقرب من سد إيراقن (ولاية جيجل) وعلى بعد حوالي خمسة عشر كيلومترًا من البحر الأبيض المتوسط. يعد الجبل موطنًا لغابات الأرز الأطلسي والشوح النوميدي (الأنواع المستوطنة من بابور وتابابورت). تم اكتشاف طائر كاسر الجوز القبائلي (طائر مستوطن في المنطقة) على هذا الجبل اكتشفه البلجيكي جان بول ليدانت في 5 أكتوبر 1975.
مناخ المنطقة بارد ورطب مع تساقط الثلوج بغزارة في الخريف والشتاء. في الشتاء تكون درجات الحرارة منخفضة وغالبًا ما تكون سلبية ولكنها حارة في الصيف وتصل أحيانًا إلى 30 درجة.